# Пламен Ангелов
Пламен Иванов Ангелов е български офицер, бригаден генерал, от 22 май 2018 г. до 15 август 2019 г. е директор на служба „Военна информация“.

## Биография
Роден е на 7 септември 1966 г. в град Сливен. През 1988 г. завършва Висшето народно военно училище във Велико Търново със специалност „Войсково разузнаване“. Службата си започва като командир на парашутно-разузнавателна група със специално предназначение към трети армейски парашутно-разузнавателен батальон. От 1990 до 1991 г. е командир на разузнавателна рота в четиридесет и втори мотострелкови полк. В периода 1991 – 1993 г. е помощник-началник щаб на полка по разузнаването. През 1995 г. завършва Военна академия "Г.С. Раковски", София. След това постъпва като оперативен работник в Служба „Военна информация“. От 2010 до 2012 г. е началник на сектор в Службата. Между 2014 и 2015 г. е директор на дирекция. В периода 2015 – 21 май 2018 г. е заместник-директор на служба „Военна информация“. От 22 май 2018 г. е директор на служба „Военна информация“. През 2016 г. завършва курс за планиране на отбраната в стратегическите и оперативните нива във Въоръжените сили във Военна академия "Г.С. Раковски", София, а през 2017 г. - курс в Академията на Агенцията за военно разузнаване на САЩ.
С Указ № 198 от 6 август 2019 г. бригаден генерал Пламен Ангелов е освободен от длъжността директор на служба „Военна информация“, считано от 15 август 2019 г, и назначен в щат на министъра на отбраната. През 2023 г назначен като аташе по отбраната във Великобритания, Лондон, Посолство на Република България   с мандат до 2027 г.

## Награди
- Почетен знак „Свети Георги“ – I степен.
- Два пъти с награден знак "За вярна служба под знамената".

## Военни звания
- Лейтенант (1988)
- Полковник (2013)
- Бригаден генерал (22 май 2018)